# Miku Torigoe
Miku Torigoe (鳥越未玖?, Miku Torigoe; Kimotsuki, 16 ottobre 1992) è un'ex pallavolista giapponese, nel ruolo di libero.

## Carriera
La carriera di Miku Torigoe inizia nei tornei scolastici giapponesi, ai quali prende parte con la formazione del Liceo Kagoshima. Nel febbraio 2011 inizia la carriera professionistica, ingaggiata dalle NEC Red Rockets, con le quali debutta in V.Premier League: si aggiudica lo scudetto 2014-15, il V.League Top Match 2015 e il campionato asiatico per club 2016; nel 2013 con la selezione under 23 vince la medaglia di bronzo al campionato mondiale, oltre a debuttare nella nazionale maggiore, con la quale un anno dopo partecipa alla Coppa asiatica, dove viene premiata come miglior libero.

## Palmarès

### Club
- Campionato giapponese: 1

2014-15
- Campionato asiatico per club: 1

2016
- / V.League Top Match: 1

2015

### Nazionale (competizioni minori)
- Campionato mondiale under 23 2013

### Premi individuali
- 2014 - Coppa asiatica: Miglior libero